# Nadia Boubeghla
Nadia Boubeghla (née à Alger) est une femme politique algérienne, membre du Parti des travailleurs.